# Гуркін Володимир Павлович
Володимир Павлович Гуркін (13 вересня 1951, Васильєво, Пермська область — 21 червня 2010, Іркутськ ) — російський актор, драматург, сценарист, режисер, член Спілки письменників Росії. Почесний громадянин м. Черемхово.

## Біографія
Гуркін Володимир Павлович народився 13 вересня 1951 року в селі Васильєво Горохівського району Пермської області, в сім'ї тракториста. У сім років (в 1958 р.) разом з сім'єю переїхав в м. Черемхово Іркутської області. Навчався на акторському відділенні Іркутського театрального училища, яке закінчив у 1971 році. Працював актором в Іркутському ТЮГу, пройшов службу в Радянській армії, потім знову працював в іркутському ТЮГу, пізніше (1976—1983 рр..) — в Омському драматичному театрі, Амурському обласному театрі драми (м. Благовєщенськ). Після опублікування і постановки п'єси «Любов і голуби», в тому числі телеверсії в 1984 році — в театрі «Современник». З 1993 — МХАТ ім. Чехова.
Наприкінці весни 2010 року, вже знаючи про рак легень, драматург повернувся на батьківщину — в Черемхово . За тиждень до смерті відчув себе погано, сповідався і причастився. Друзі перевезли його в Іркутськ в обласний онкологічний диспансер, де Володимир Павлович помер від раку легенів 21 червня 2010 року. Був похований 24 червня 2010 року на Черемховському міському кладовищі (за власним заповітом) поряд з могилою батька..

## Екранізації
- 1984 — «Любов і голуби»
- 1988 — «Невідома» (кіносценарій за мотивами оповідання В. Сидоренко «Марька»)
- 1994 — «Хоровод»
- 1995 — «Фатальні яйця» (за однойменної повісті М. О. Булгакова)
- 1999 — «Кадриль»
- 2009 — «Люди добрі» (за п'єсою «Саня, Ваня з ними Рімас»)

## П'єси, сценарії
- «Золота людина»
- «Любов і голуби»
- «Кадриль»
- «Плач в жменю»
- «Ризик» (за мотивами роману О. Куваєва «Територія»)
- «Хоровод» кіносценарій
- «Невідома» кіносценарій (за мотивами оповідання В. Сидоренко «Марька»)
- «Фатальні яйця» кіносценарій
- «Запалюю вдень свічку» / «Андрюша» (про Олександра Вампілова)
- «Йшов ведмідь по лісу …»
- «Музиканти»
- «Саня, Ваня, з ними Рімас»

## Акторські роботи
- 1987 — «Більшовики (телеспектакль)» — Покровський
- 1994 — «Хоровод» — майор Гориславець
- 1995 — «Фатальні яйця» — мужик з сокирою
- 1996 — «Чоловік для молодої жінки» — епізод
- 1998 — «Чехов і К (серіал)» — («Необережність») — фармацевт
- 2003 — «Сищики 2 (серіал)» («Вогонь Небесний») — Пісочник
- 2005 — «МУР є МУР 2 (серіал)» — Воронов Роберт Іванович